# Lina Atfah

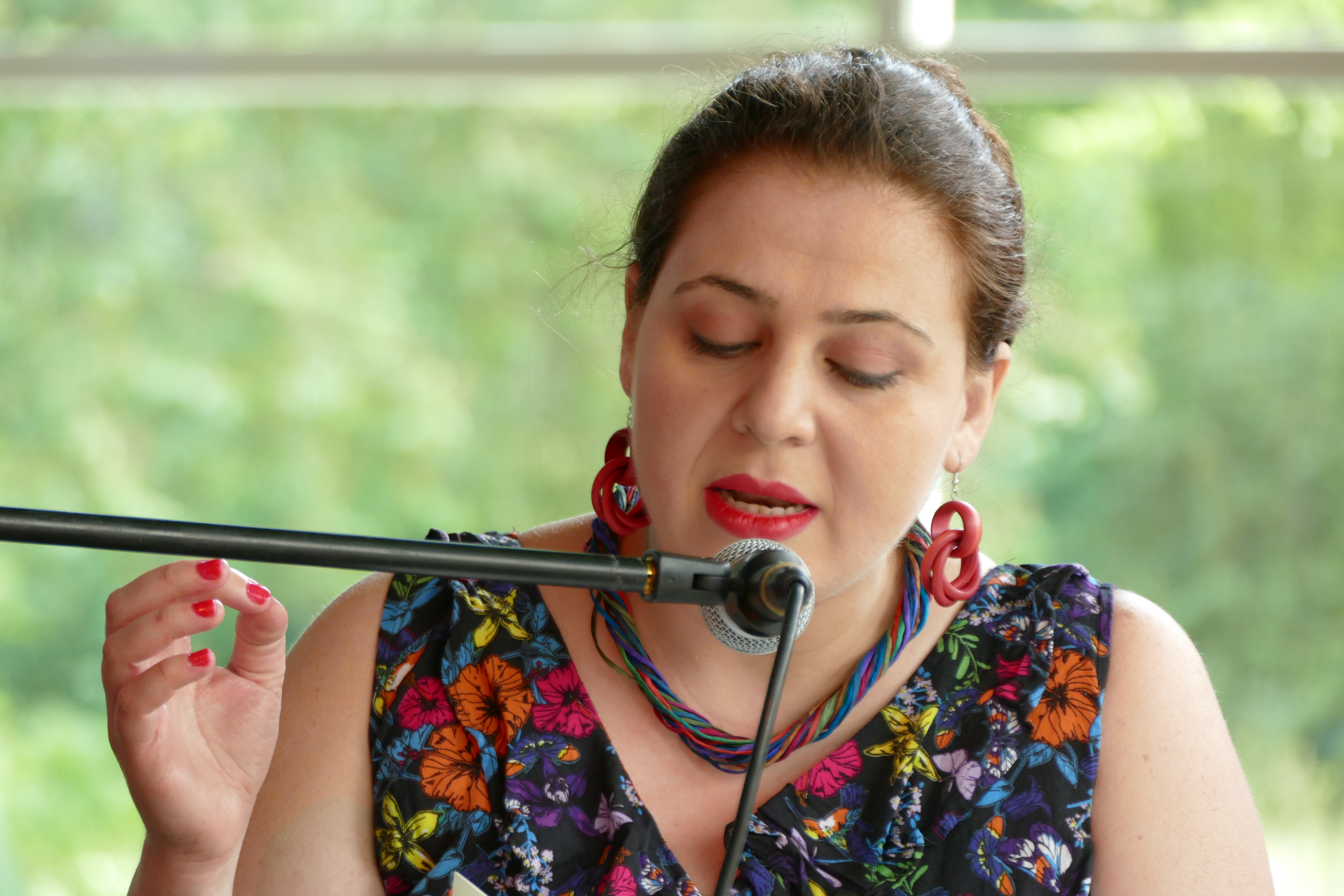
Lina Atfah auf dem Poesiefestival Berlin 2023

Lina Atfah (arabisch لينة عطفة, DMG Līnā ʿAṭfa) ist eine 1989 in Salamiyah, Syrien, geborene und in Deutschland lebende Autorin, die vor allem für ihre zeitgenössische arabische Lyrik bekannt ist. Ihre in Deutschland entstandenen Werke zählen zur syrischen Exilliteratur.

## Leben und Werk
Atfah studierte arabische Literatur an der Universität Damaskus. Sie veröffentlichte nach ihrem Studium journalistische Texte in verschiedenen Zeitungen und Kulturmagazinen sowie einen Gedichtband mit dem Titel Am Rande der Rettung. In ihren Texten setzte Lina Atfah sich mit sozialen und politischen Themen auseinander. Ihr wurde 2006 vorgeworfen, Gotteslästerung begangen und den Staat beleidigt zu haben. In der Folge wurde sie wiederholt von den syrischen Sicherheitsbehörden bedroht. 2014 wurde ihr die Erlaubnis auszureisen erteilt. Sie reiste zunächst in den Libanon, ließ sich dann aber in Deutschland nieder.
2017 wurde Lina Atfah mit dem kleinen Hertha-Koenig-Preis ausgezeichnet. Sie erhielt mehrere Arbeitsstipendien. So war sie etwa 2020 Stipendiatin auf Schloss Wiepersdorf und 2021 im Künstlerhaus Edenkoben. 2020 wurde sie für ihren arabisch-deutschen Gedichtband Das Buch von der fehlenden Ankunft mit dem LiBeraturpreis ausgezeichnet und 2023 erhielt sie, zusammen mit den Übersetzern, den Literaturpreis Ruhr für Grabtuch aus Schmetterlingen.
In deutscher Übersetzung wurden Atfahs Gedichte in Anthologien veröffentlicht; es erschienen aber auch zwei Einzelbände mit Texten von ihr.

## Rezeption
Mareike Ilsemann sieht Lina Atfah in ihrer Rezension für den WDR als „unverblümte und freche Kommentatorin unserer Gegenwart“ und bescheinigt ihr „bild- und ausdrucksstarke[n] Zeilen“. Auch Rebecca Nordin Mencke urteilt für TraLaLit, Atfah entfalte mit „zarten Tönen bis hin zu beißendem Spott“ ein „bildstarkes Spektrum menschlichen Seins“.

## Veröffentlichungen
- Das Buch von der fehlenden Ankunft. Gedichte aus Syrien. Übersetzt und nachgedichtet von Dorothea Grünzweig, Mahmoud Hassanein, Brigitte Oleschinski, Hellmuth Opitz, Christoph Peters, Annika Reich, Joachim Sartorius, Mustafa Slaiman, Suleman Taufiq, Julia Trompeter, Jan Wagner, Kerstin Wilsch, Osman Yousufi. Pendragon Verlag, Bielefeld 2019, ISBN                     978-3-86532-641-6.
- Grabtuch aus Schmetterlingen. Gedichte. Übersetzt und nachgedichtet von Brigitte Oleschinski und Osman Yousufi. Pendragon Verlag, Bielefeld 2022, ISBN 978-3-86532-808-3 (Arabisch/Deutsch).
- Einsamkeit. In: Anthologie Naja. Vielleicht nächstes Jahr. Hrsg. Literaturhaus Stuttgart. Reclam, 2021.